# 托雷加林多
托雷加林多，是西班牙卡斯蒂利亚-莱昂布尔戈斯省的一个市镇。总面积15平方公里，总人口141人（2001年），人口密度9人/平方公里。